# Johann Lindner (Leichtathlet)
Johann Lindner (* 3. Mai 1959 in Tragail, Stockenboi) ist ein ehemaliger österreichischer Hammerwerfer und Bobfahrer.

## Hammerwurf
Bei den Leichtathletik-Weltmeisterschaften 1983 in Helsinki schied er ohne gültigen Versuch aus. Auch bei den Olympischen Spielen 1984 in Los Angeles scheiterte er in der Qualifikation.
1986 wurde er Elfter bei den Leichtathletik-Europameisterschaften in Stuttgart. Jeweils Zehnter wurde er bei den Olympischen Spielen 1988 in Seoul und bei den Europameisterschaften 1990 in Split.
1992 wurde er Neunter bei den Olympischen Spielen in Barcelona. Bei den  Weltmeisterschaften 1991 in Tokio und 1993 in Stuttgart kam er nicht über die Vorrunde hinaus.
Von 1981 bis 1994 wurde er vierzehnmal in Folge österreichischer Meister. Am 24. Juni 1987 stellte er in Schwechat den aktuellen österreichischen Rekord von 79,70 m auf.

## Bobsport
Bei den Olympischen Winterspielen 1984 in Sarajevo belegte er den zwölften Platz im Zweierbob und den zehnten Platz im Viererbob. Bei den Bob-Europameisterschaften gewann er zwei Medaillen im Viererbob: 1982 in Cortina d’Ampezzo Bronze und 1990 in Igls Gold. 